# Acción Nacionalista Vasca
Acción Nacionalista Vasca (baskisch Eusko Abertzale Ekintza) war eine baskische Partei. Sie war baskisch-linksnationalistisch und trat für ein unabhängiges und sozialistisches Baskenland ein. Ihre Abkürzung war EAE-ANV. Die spanische Regierung verfügte im Januar 2008 die Suspendierung aller Parteiaktivitäten, weil sie über Verbindungen zur verbotenen baskischen Partei Batasuna verfügen soll. Am 16. September 2008 wurde die ANV vom Obersten Gerichtshof für aufgelöst erklärt und jede weitere Betätigung als Partei verboten.

## Geschichte
EAE-ANV wurde in den 1930er Jahren gegründet, als säkulare Abspaltung der konservativen, katholischen baskischen nationalistischen Partei (Partido Nacionalista Vasco - PNV).
Bei den spanischen Parlamentswahlen im Februar 1936 trat sie der Volksfront-Regierung, der Frente Popular. In der Endphase der Zweiten Spanischen Republik stellte sie mit Tomás Bilbao sogar einen Minister der spanischen Regierung.
Mit dem Spanischen Bürgerkrieg schlossen sich Mitglieder der EAE-ANV der Baskischen Armee an und kämpften auf der Seite der Spanischen Republik gegen den General Franco. 550 Mitglieder der Partei starben im Spanischen Bürgerkrieg im Kampf gegen die Einheiten Francos. Nach dem Sieg der franquistischen Truppen wurde die Partei 1939 verboten.
Während der Franco-Diktatur war EAE-ANV daraufhin in die Illegalität gezwungen. Nach Ende des Franquismus ließ sich EAE-ANV 1977 wieder als Partei registrieren. Sie beteiligte sich an den ersten demokratischen Wahlen 1977 in den baskischen Provinzen Guipúzcoa y Vizcaya – sie errang jedoch weniger als ein Prozent der Stimmen.
Zeitweise war EAE-ANV Teil der baskischen Parteienkoalition Herri Batasuna.

## Neuere Geschichte und Verbot 2008
EAE-ANV beteiligte sich erstmals wieder im Mai 2007 an Lokal- und Regionalwahlen in der Autonomen Region des Baskenlandes. Der Grund war, dass EAE-ANV den Bürgern des Baskenlandes die Möglichkeit geben wollte, eine linke Unabhängigkeitspartei zu wählen. Zuvor war die Partei Batasuna sowie deren Nachfolgerin Abertzale Sozialisten Batasuna - ASB (dt. Union der sozialistischen Patrioten) verboten worden.
In 133 von 257 Gemeinden im ganzen Baskenland wurden die Listen von EAE-ANV verboten. Als Reaktion rief EAE-ANV die Bevölkerung auf, das Verbot ihrer Wahllisten zu ignorieren und trotzdem für die Partei zu stimmen. Wo EAE-ANV verboten war, war dies ein direkter Aufruf, „ungültig“ zu wählen – jedoch mit dem Verweis auf EAE-ANV. Insgesamt erhielt EAE-ANV 200.000 Stimmen, was 14 Prozent der Bevölkerung entsprach. Sie stellten 2008 trotz des Verbots vieler ihrer lokalen Listen 45 Bürgermeister sowie 437 lokale Ämter – 337 in der Autonomen Region des Baskenland sowie 100 in Navarra.
Die spanische Regierung unter Vorsitz des sozialdemokratischen Präsidenten José Luis Rodríguez Zapatero (PSOE) beantragte ein Verbot von EAE-ANV, weil sie Verbindungen zur Partei Batasuna sieht. Im Januar 2008 wurden ihre Aktivitäten vorläufig suspendiert, die Partei konnte daher an den spanischen Parlamentswahlen wenige Wochen später nicht teilnehmen. Das Oberste Gericht folgte dem Antrag der Regierung und verbot die Partei am 16. September 2008.
Angesichts des Verbots warnte der UN-Sonderbeauftragte für Menschenrechte und Terrorismusbekämpfung, Martin Scheinin, im Mai 2008 davor, dass Spanien den Terrorismusbegriff auch auf Bereiche ausdehne, die nichts mit Terrorismus zu tun hätten, und forderte von der spanischen Regierung eine unabhängige Überprüfung der aktuellen Strafgesetzgebung (Art. 572-580).